# Alfredo de Palchi
Alfredo de Palchi (Verona, 13 dicembre 1926 – New York, 6 agosto 2020) è stato un poeta e traduttore italiano.

## Biografia
Alfredo de Palchi è cresciuto a Legnago, in provincia di Verona. Venne incarcerato con l'accusa di omicidio dalla primavera del 1945 fino alla primavera del 1951 quando fu dimostrata la sua innocenza; questo lo indusse a lasciare l'Italia. Dal 1951 al 1956 visse a Parigi e in Spagna. 
Nel 1952 sposò Sonia Raiziss e con lei, dal 1960 in poi, diresse la rivista Chelsea. Il 12 ottobre 1956 arrivò a New York City. Dopo la morte della moglie divenne fiduciario della Fondazione Sonia Raiziss Giop Charitable e giurato nel Raiziss / de Palchi Translation Awards. Ha vissuto a Union Square, New York City con la seconda moglie Rita e la figlia Luce.
È stato l'editore delle edizioni Chelsea senza scopo di lucro. Una serie di conferenze è stata intitolata a lui presso l'Università di Hartford.

## Opere

### In lingua inglese
- Sessions with My Analyst / Sessioni con l’analista, edizione bilingue, October House, New York, 1970.
- The Scorpion’s Dark Dance / La buia danza di scorpione, edizione bilingue, Xenos Books, Riverside, 1993.
- Anonymous Constellation / Costellazione anonima, edizione bilingue, Xenos Books, Riverside, 1997.
- Addictive Aversions / Le viziose avversioni, edizione bilingue, Xenos Books, Riverside, 1999.
- Dates and Fevers of Anguish, Gradiva Publications, New York, 2006.

### In lingua italiana
- Sessioni con l’analista, Mondadori, Milano, 1967.
- Mutazioni, Campanotto, Udine, 1988 (Premio di Poesia San Vito al Tagliamento).
- Costellazione anonima, Caramanica, Marina di Minturno, 1998.
- In cao del me paese, edizione trilingue (italiano, inglese e dialetto veronese), West Press Editrice, Verona, 2001.
- Paradigma, Caramanica, Marina di Minturno, 2001.
- Essenza carnale, Verona, 2003.
- Paradigma: Tutte le poesie: 1947–2005, Mimesis/Hebenon, Milano, 2006.
- Contro la mia morte, Libreria Padovana Editrice, 2007.
- Foemina Tellus, Verona, 2009.
- 12 poesie, Tallone Editore, Alpignano (TO) 2014.
- Nihil, Stampa 2009, Azzate (VA) 2016.